# Gérard Cordier
Pour les articles homonymes, voir Cordier (homonymie).
Gérard Cordier, né le 24 mai 1924 à Tours et mort le 22 mars 2014 à Saint-Avertin (Indre-et-Loire), est un préhistorien français, spécialiste du Néolithique et de l'âge du bronze dans la région de la Loire moyenne. Il a été chargé de recherche au CNRS.

## Biographie
Membre de la Société préhistorique française dès 1942, Gérard Cordier intègre le service du cadastre en 1945 : « Pendant vingt ans, ses travaux topographiques seront l'occasion de multiplier les découvertes, la publication de ses études s'accompagnant toujours de plans détaillés ». Sa vocation de préhistorien est consacrée par son entrée au CNRS en 1966.
Un fonds Gérard Cordier a été déposé aux archives départementales d'Indre-et-Loire (263 J).

## Publications
Sa bibliographie, composée de plus de 300 titres, est essentiellement constituée d'articles de revues. Parmi les ouvrages :
- La cachette de bronze d'Azay-le-Rideau (Indre-et-Loire), avec J.P. Millotte et R. Riquet, Paris, 1959.
- Trois cachettes de bronze de l'Indre-et-Loire, (Amboise, Chédigny, Saint-Genouph), avec J.P. Millotte et R. Riquet, Paris, 1960.
- Inventaire des trouvailles de l'âge du bronse en Indre-et-Loire, avec J.P. Millotte et R. Riquet, Paris, 1961.
- Étude des dents et des fragments de maxillaires du dolmen de La Roche, commune de Manthelan (Indre-et-Loire) avec H. Brabant, s.l.n.d.
- Quelques souterrains-refuges de Touraine, Montrichard, 1961.
- Inventaire des mégalithes de la France, 1.– Indre-et-Loire, Paris, CNRS, 1963, 132 p. et XXXVIII p. de pl[3]. ; 2e éd. entièrement refondue, Joué-les-Tours, l'auteur, 1984, 201 p. et XXIV pl.
- Quelques vestiges anhistoriques de la région du Grand-Pressigny (Indre-et-Loire), Barcelona, 1964.
- L'Indre-et-Loire préhistorique et protohistorique, répertoire topo-bibliographique, Rennes, Faculté des Sciences, Laboratoire d'anthropologie préhistorique, 1967, 136 p.
- Souterrains-refuges, caves-fortes et hypogées de Touraines, avec Raymond Mauny, Chinon, Société des Amis du Vieux Chinon, 1967.
- Figures médicales tourangelles : le Dr Dubreuil-Chambardel (1879-1927) : son œuvre scientifique, Tours, Mutualiste de Touraine, 1977.
- Pour une nouvelle approche de l'analyse des structures soumises à la fatigue oligocyclique, s.l., 1980.
- Les Dépôts de haches à talon du Gué-de-Longroi (Eure-et-Loir) et de Longny-au-Perche (Orne), Joué-les-Tours, 1984.
- Les Moules de l'âge du bronze de Martizay (Indre), avec Jean Mornand, Joué-lès-Tours, 1984.
- La Grotte hallstattienne de la Roche Noire, Mérigny (Indre), avec Maurice Mauve et al., Mérigny, Association des Amis de Mérigny et de ses environs, 1984.
- L'Œuvre scientifique du doyen Étienne Patte, Joué-les-Tours, La Simarre, 1987.
- Le dépôt de l'âge du bronze final du Petit-Villatte à Neuvy-sur-Barangeon (Cher) et son contexte régional, Joué-les-Tours, 1996, 99 p.
- Le Véron : géographie physique, Préhistoire et Protohistoire, des Celtes aux Carolingiens, avec Martine Hubert-Pellier et al., Savigny-en-Véron, Publication de l'Écomusée du Véron, 2003, 197 p.
- Préhistoire, protohistoire et gallo-romain : dans les collections des Amis du vieux Chinon, avec Thomas Boucher, Chinon, [les Amis du vieux Chinon], 2006, 107 p.
- L'âge du Bronze dans les pays de la Loire moyenne, Joué-lès-Tours, [l'auteur], 2009, 702 p., XXII pl[4].